# Вірою і правдою
«Вірою і правдою» (рос. «Верой и правдой») — російський радянський художній фільм 1979 року (2 серії), виробнича драма режисера  Андрія Смирнова.

## Сюжет
Фільм оповідає про переломний етап для радянської архітектури, коли в 1950—1960 роках почалося масове будівництво і люди почали поступово переїжджати з комунальних квартир.
Архітектор Квашнін і його учень Мінченко, вимушено слідуючи змінам лінії партії по відношенню до житлового будівництва, від проектування сталінських будівель переходять до панельних «хрущовок». У запалі боротьби страждають їхні проекти, які могли б стати новим словом в містобудуванні.

## У ролях
- Олена Проклова —  Клавдія
- Олександр Калягін —  Владик Мінченко
- Сергій Плотников —  Квашнін Іван Микитович
- Сергій Шакуров —  Кряквін Сергій
- Леонід Марков — Павло Рєзін
- Євген Леонов —  Євген Савелійович Банніков
- Лев Дуров —  Машкін
- Нонна Мордюкова —  Паня
- Кіра Головко —  мати Владика Мінченко
- Валентина Тализіна —  тітка Сергуня
- Тамара Акулова —  Оля
- Іван Бортник —  Костя
- Стасик Попов —  Сергуня
- Ксенія Мініна —  Світлана Карпівна
- Є. Лижина —  мати Пані
- Іван Бичков —  виконроб

## Знімальна група
- Режисер-постановник: Андрій Смирнов
- Сценарист:  Олександр Червінський
- Оператори-постановники: Ігор Бек, Володимир Ошеров
- Композитор: Микола Каретников
- Художники-постановники:  Олександр Бойм,  Олександр Макаров
- Художник по костюмах: Ольга Кручиніна
- Звукооператор:  Ян Потоцький
- Другий режисер:  Микола Досталь
- Диригент:  Марк Ермлер
- Директор картини:  Микола Гаро